# غلامحسین مقتدر
غلامحسین مقتدر (۱۲۷۱-۱۳۴۳) تاریخ‌نگار و نظامی ایرانی بود.

## زندگی
مقتدر از افسران دوره رضاشاه بود و در دوره پهلوی دوم با درجه سرلشکری به معاونت وزارت جنگ رسید.
او برای نگارش کتاب کلید خلیج فارس در سال ۱۳۳۳ برندهٔ جایزه سلطنتی کتاب سال شد.
فرزندش، رضا مقتدر، از معماران به‌نام ایرانی است.

## آثار
- کلید خلیج فارس
- تاریخ مختصر ایران
- نبردهای بزرگ نادرشاه
- جنگ‌های هفتصدساله ایران و روم
- اسرار تخت جمشید
- فهرستی از تاریخ ایران
- تاریخ نظامی ایران